# 금각만

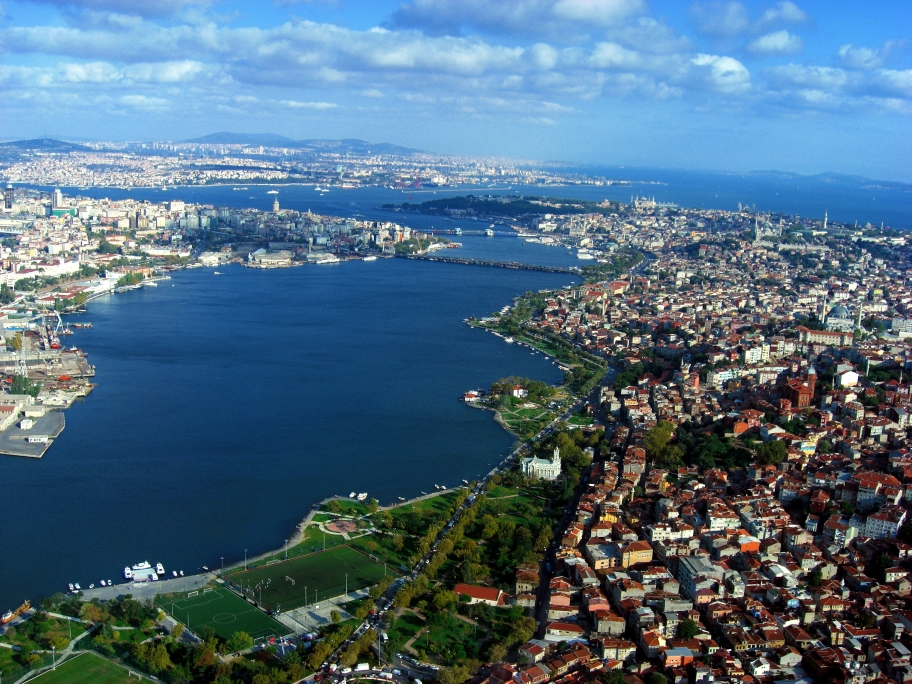
금각만

금각만(金角灣, 튀르키예어: Haliç 할리치[*], 그리스어: Χρυσόν Κέρας, 영어: Golden Horn)은 터키의 도시 이스탄불을 끼고도는 해협 어귀의 이름이다. 마르마라해와 함께 이스탄불 곶을 둘러싸고 있다.
천혜의 항구이자 자연적인 방어 요충지로 비잔티움 제국의 해군선단의 본부가 위치하고 있었고, 해안선을 따라 성벽이 세워져 콘스탄티노폴리스를 보호하고 있었다.

## 같이 보기
- 갈라타 교
- 갈라타 타워